# Tero Nieminen
Tero Nieminen (Espoo, 1973. május 20. –) finn nemzetközi labdarúgó-játékvezető.

## Pályafutása

### Nemzeti játékvezetés
A játékvezetői vizsgát 1998-ban tette le. Nemzeti labdarúgó-szövetségének megfelelő játékvezető bizottsága minősítése alapján 2006-tól a Veikkausliiga játékvezetője. A küldési gyakorlat szerint rendszeres 4. bírói szolgálatot is végez. Első ligás mérkőzéseinek száma: 94 (2008-2015).

### Nemzetközi játékvezetés
A Finn labdarúgó-szövetség Játékvezető Bizottsága (JB) terjesztette fel nemzetközi játékvezetőnek, a Nemzetközi Labdarúgó-szövetség (FIFA) 2008-tól tartja nyilván bírói keretében. 2011-től az UEFA JB besorolása szerint 3. kategóriás bíró. Több nemzetek közötti válogatott, valamint Európa-liga és UEFA-bajnokok ligája klubmérkőzést vezetett, vagy működő társának 4. bíróként segített. 2014-től nem szerepel a FIFA JB nyilvántartásában. Válogatott mérkőzéseinek száma: 1 (2011. november 8.).

#### Labdarúgó-Európa-bajnokság

##### U17-es labdarúgó-Európa-bajnokság
Törökország rendezte a 2008-as U17-es labdarúgó-Európa-bajnokságot, ahol a FIFA/UEFA JB asszisztensként foglalkoztatta.

###### 2008-as U17-es labdarúgó-Európa-bajnokság
| Időpont         | Helyszín                       | Mérkőzés típusa              | Mérkőzés               | Eredmény |
| --------------- | ------------------------------ | ---------------------------- | ---------------------- | -------- |
| 2008. május 7.  | Mardan Sports Complex, Antalya | csoportmérkőzés (A. csoport) | Törökország–Skócia     | 1 – 0    |
| 2008. május 10. | Mardan Sports Complex, Antalya | csoportmérkőzés (B. csoport) | Írország–Spanyolország | 1 – 3    |